# Brûlon
Brûlon – miejscowość i gmina we Francji, w regionie Kraj Loary, w departamencie Sarthe.
Według danych na rok 1990 gminę zamieszkiwało 1296 osób, a gęstość zaludnienia wynosiła 80 osób/km² (wśród 1504 gmin Kraju Loary Brûlon plasuje się na 470. miejscu pod względem liczby ludności, natomiast pod względem powierzchni na miejscu 727.).